# جون كاستنر
جون كاستنر هو موسيقي كندي، ولد في 12 أغسطس 1969 في بيكونسفيلد في كندا.

## وصلات خارجية
- جون كاستنر على موقع IMDb (الإنجليزية)
- جون كاستنر على موقع ميوزك برينز (الإنجليزية)
- جون كاستنر على موقع ديسكوغز (الإنجليزية)
- جون كاستنر على موقع قاعدة بيانات الفيلم (الإنجليزية)